# Жад
Жад је украсни минерал, углавном познат по својим зеленим варијететима. Може се односити на било који од два различита минерала: нефрит, силикат калцијума и магнезијума или жадеит, силикат натријума и алуминијума. 
Жад је карактеристичан за древну азијску уметност, али има важно место и у многим другим културама. Државе као што су Аустралија, Нови Зеланд, Бурма, Египат, Индија, Мадагаскар, Тибет, Кина, Јапан, Калифорнија (САД), Гватемала, Бразил, Казахстан, Колумбија, Туркменистан, Русија, Нова Гвинеја, Швајцарска, Грчка и Француска, сматрају се најбогатијим природним налазиштима полудрагог камена жад.

## Етимологија
Енглески реч jade је изведена (преко француске l'ejade и латинске ilia "слабине, подручје бубрега") од шпанског израза piedra de ijada (бубрежни камен), (први пут забележен 1565. године) или "леђни камен", због његове наводне ефикасности у лечењу болести леђа и бубрега. Нефрит је изведен из lapis nephriticus (бубрежни камен), латинског превода шпанског израза piedra de ijada.

## Историја

### Кина
Током неолита, главни познати извори нефритног жада у Кини за практичне и церемонијалне производе од жада били су сада исцрпљена лежишта у области Нингшао у делти реке Јангце (култура Лиангцу 3400–2250. п. н. е.) и на подручју провинције Лиаонинг и Унутрашње Монголије (култура Хонгшан 4700–2200. п. н. е.). Душан жад су ископавали још 6000. године пре нове ере. У Јин рушевинама династије Шанг (1600. до 1050. године пре нове ере) у Анјангу, украси од Душана жада ископани су у гробу краљева Шанга. 
Жад је коришћен за прављење многих практичних и церемонијалних предмета, од украсних предмета до одела за сахрањивање од жада. Жад је сматран "царским драгуљем". Од најранијих кинеских династија до данас, налазишта жада која су највише коришћена нису само налазишта Кхотан у западној кинеској провинцији Синкјанг, већ и други делови Кине, као што су Лантиан, Шенси. Тамо се бели и зеленкасти нефритни жад налази у малим каменоломима и као шљунак и камење у рекама које теку из планинског ланца Куен-Лун ка истоку, у пустињско подручје Такла-Макан. Сакупљање речног жада концентрисано је у рекама Јарканд, бели жад (Јурунгкаш) и црни жад (Каракаш). Из Краљевине Кхотан, на јужном делу пута свиле, кинеском царском суду даване су годишње исплате, које су се састојале од најдрагоценијег белог жада, где су га искусне занатлије обрађивале, јер је жад имао статусну вредност која је превазилазила злато или сребро. Жад је постао омиљени материјал за израду предмета кинеских учењака, попут постоља за четке за калиграфију, као и пискови неких опијумских лула, због веровања да ће дисање кроз жад подарити дуговечност пушачима који користе такву лулу.
Жадеит, са својим светло смарагдно-зеленим, ружичастим, боје лаванде, наранџастим и смеђим бојама увезен је из Бурме у Кину тек након око 1800. године. Јака зелена врста постала је позната као Феицуи (翡翠) или Кингфишер жад. Брзо је постао готово једнако популаран као нефрит и миљеник нове богате династије Кинг, док су научници још увек били чврсто везани за нефрит (бели жад или Кхотан), за кога су сматрали да је симбол племића. 
У историји уметности кинеске империје, жад је имао посебан значај, упоредив са златом и дијамантима на Западу. Жад је коришћен за најфиније предмете и фигуре култова, као и за опремање гробова високих чланова царске породице. Због тог значаја и растуће средње класе у Кини, у 2010. години најфинији жад који се пронађе у комадима жада од "овчје масноће" - тако назван због његове мермерне беле конзистенције - могао би да се прода за 3000 долара за унцу, што је десетоструко повећање у односу на претходну деценију.
- Глава и део трупа коња, кинески период Источног Хана (25–220 АД)
- Велики жбун нефрита "маст од овчетине" приказан у предворју културног музеја Хотан.
- Избор старинских, ручно израђених дугмића од кинеског жада

### Индија
У Ђаин храму Коланпак у Налгонда округу, Андра Прадеш, Индија налази се скулптура Махавире висока 5 ft (1,5 m) која је у целости исклесана од жада. То је највећа скулптура направљена од јединствене стене жада на свету. Индија је такође позната по својој занатској традицији употребе великих количина зеленог серпентина или лажног жада који се превасходно добија из Авганистана у сврху израде накита и украсних предмета као што су држачи мача и ручке бодежа.

### Кореја
Употреба жада и другог зеленог камена била је дугорочна традиција у Кореји (око 850. године пре нове ере - 668. године). Жад је нађен у малом броју склоништа и гробница. Занатска производња малих комада жада у облику зареза и цевастих "жада" употребом материјала као што су жад, јаспис итд., у јужној Кореји потиче из средњег раздобља керамике Мумун (око 850–550. п. н. е.). Жад у облику зареза налази се на неким од златних круна краљевства Сила (око 300/400–668. г.) и раскошних елитних гробница Корејске Три краљевине. Након што се држава Сила 668. године ујединила са Корејским полуострвом, широка популаризација обреда смрти повезаних са будизмом резултирала је падом употребе жада у сахранама као престижног.

### Југоисточна Азија
Данас се процењује да из Мјанмара потиче више од 70% светске производње висококвалитетног жадеита. Већина жадеита извађеног у рудницима у Мјанмару не сече се ради употребе у Мјанмару, већ се транспортује у друге земље, пре свега у Азију, ради примене у накиту и другим производима. Наслаге жадеита пронађене у Качинланду, у северним регионима Мјанмара, су најквалитетнији жадеит на свету, а потичу још из 10. века.
Жадеит у Мјанмару се пре свега налази у "Подручју жада" смештеном у граду Лонкин у држави Качин у северном Мјанмару који обухвата алувијални регион реке Уиу између 25. и 26. паралеле. Од 1964. до 1981. рударство је било искључиво у власништву мјанмарске владе. 1981, 1985. и 1995. године, закони о драгом камењу су модификовани тако да се омогући повећање удела приватних предузећа. Поред овог региона, значајни су и рудници у суседном округу Сагаинг. 
Археолози су открили два облика жада који се могу наћи широм Тајвана преко Филипина, Источне Малезије, централног и јужног Вијетнама, па чак и до источне Камбоџе и полуострва Тајланда. Ова два облика називају се прстенаста наушница са три шиљаста ободна избочења и привезак за уши у облику животиња са две главе. Облици су по величини врло слични и крећу се од око 30–35 мм у пречнику. Поред тога, анализе помоћу радиоактивног угљеника утврдиле су да ови облици у југоисточној Азији потичу од око 500. године пре нове ере до 500. године нове ере. Током гвозденог доба југоисточне Азије, можда су вешти мајстори путовали од Тајвана до југоисточне Азије дуж обале Јужног кинеског мора, правећи украсе од жада за локалне становнике. 

### Маори
Нефритни жад на Новом Зеланду познат је као поунаму на језику Маора (који се у новозеландском енглеском језику често назива "гринстон" - зелени камен) и игра важну улогу у култури Маора. Сматра се таонгом, или благом, па је заштићен Споразумом Ваитанги, а експлоатација истог ограничена је и пажљиво се надгледа. Налази се само на Јужном острву Новог Зеланда, познатом као Те Ваи Поунаму, на маорском - „(Земља) воде Гринстон“, или Те Вахи Поунаму - „Место Гристон“. 
Поунаму таонга повећава "ману" (престиж) како прелази с једне генерације на другу. Најцењеније таонге су оне с познатим историјама које сежу много генерација уназад. Сматра се да они имају своју "ману" и често су давани као поклони за запечаћење важних споразума. 
Од њега су израђивани алат, оружје и украси; посебно адзе (врста секире), "<i>мере</i>" (кратки штап) и хеи-тики (привезак за врат). Нефритни накит маорског дизајна веома је популаран код мештана и туриста, иако се део жада који се користи за њих увози из Британске Колумбије и других места.

### Мезоамерика
Жад је био редак и цењен материјал у предколумбијској Мезоамерици. Једини извор из ког су различите аутохтоне културе, попут Олмека и Маја, могле да добију жад, био је у долини реке Мотагуа у Гватемали. Жад је у великој мери био елитно добро, и обично је био исклесан на различите начине, било да је послужио као подлога на којој су уписивани хијероглифи, или обликован у симболичне фигурице. Генерално, материјал је био врло симболичан, па се често користио у извођењу идеолошких пракси и обреда. 

### Канада
Жад су први пут у Канади идентификовали кинески досељеници 1886. године у Британској Колумбији. .У то се време жад сматрао бескорисним јер су тражили злато . Жад није комерцијализован у Канади до 1970-их. Рударска фирма Лоекс Џејмс Лтд., коју су покренула два човека из Калифорније, започела је комерцијално копање канадског жада 1972.
Ископавање се врши из великих стена које садрже богате наслаге жада. Жад се вади употребом дијамантских бушилица с циљем да се добију узорци. То се ради како би се осигурало да жад испуњава захтеве. Хидраулички расипачи се затим убацују у места расцепа у стени да се жад може одломити. Када се стене уклоне и жад постане доступан, разбија се на комаде од 10 тона помоћу дијамантских тестера са воденим хлађењем. Жад се затим товари у камионе и транспортује у одговарајућа складишта.

## Минерал

### Нефрит и жадеит
Тек 1863. године, француски минералог Алексис Дамур утврдио је да оно што се назива „жад“ може у ствари бити један од два различита минерала, било нефрит или жадеит.
Нефрит се састоји од микрокристалне повезане влакнасте матрице калцијума, амфибола богатог магнезијумом-гвожђем минералне серије тремолит (калцијум-магнезијум)-фероактинолит (калцијум-магнезијум-гвожђе). Средњи члан ове серије са средњим саставом назива се актинолит (свилени влакнасти минерални облик је један облик азбеста). Што је већи садржај гвожђа, боја је зеленија. 
Жадеит је пироксен богат натријумом и алуминијумом. Драгоцени облик жадеит жада је микрокристално повезани продукт кристала жадеита. 
И нефрит и жадеит кориштени су од праисторије за резбарење тврдог камена. Жадеит има приближно исту тврдоћу (између 6,0 и 7,0 тврдоће по Мосовој скали) као кварц, док је нефрит нешто мекши (6,0 до 6,5), па се може радити с кварцним или гранатним песком и полирати бамбусом или чак млевеним жадом.  Међутим, нефрит је чвршћи и отпорнији на лом. Међу најстаријим познатим артефактима од жада ископаних с праисторијских налазишта спадају и једноставни украси облика перли, дугмета и цевастих облика. Поред тога, жад је коришћен за адзе главе, ножеве и друго оружје које може бити деликатно обликовано. 
Хемијски састав жадеита и нефрита може се преставити формулама: NaAlSi2O6 односно Ca2(Mg,Fe)5Si8O22(OH)2. Специфичне тежине су 3.34 и 2.95.

### Необичне врсте
Нефрит се може наћи у кремасто белом облику (у Кини познат као "овчија масноћа"), као и у разним светлозеленим бојама, док жадеит показује више варијација боја, укључујући плаву, смеђу, црвену, црну, тамнозелену, боју лаванде и белу. Од њих је жадеит ређи, на мање од 12 места широм света. Прозирни смарагдно-зелени жадеит најцењенија је сорта, како током историје тако и данас. Као "куецал" жад, мезоамеричке културе су скупљале јаркозелени жадеит из Гватемале, а као жад "кингфишер", јарко зелене стене из Бурме постале су омиљени камен кинеских царских учењака и владара после 1800. године. Бурма(Мјанмар) и Гватемала главни су извори модерног драгуља жадеита. У области Могаунг у округу Мичина у горњој Бурми, жадеит је формирао слој у тамнозеленој стени, и вадио се и извозио више од стотину година. Канада обезбеђује највећи део модерног лапидарног нефрита. Нефритни жад коришћен је углавном у Кини пре 1800. године, као и на Новом Зеланду, Пацифичкој обали и Атлантској обали Северне Америке, неолитској Европи и југоисточној Азији. Поред Мезоамерике, жадеит су користиле и неолитска јапанска и европска култура.

### Побољшање
Жад може бити појачан (понекад се назива „стабилизован“). Степен побољшања се разликује по квалитету боје и текстуре. Другим речима, жадеит типа А није појачан, али може имати лошу боју и текстуру. Постоје три главне методе побољшања, које се понекад називају и АБЦ систем побољшања:
- Жадеит типа А није третиран ни на који начин осим површинским воскирањем.
- Третман типа Б укључује излагање обећавајућег, али запрљаног дела жадеита хемијским избељивачима и/или киселинама и импрегнирање бистром полимерном смолом. Ово резултира значајним побољшањем транспарентности и боје материјала. Тренутно је инфрацрвена спектроскопија најтачнији тест за детекцију полимера у жадеиту.
- Жад типа Ц је вештачки обојен. Ефекти су помало неконтролисани и могу резултирати тамносмеђом бојом. У сваком случају, прозирност се обично губи.
- Б + Ц жад је комбинација Б и Ц: импрегниран и вештачки обојен.
- Жад типа Д односи се на композитни камен као што је дублет који садржи врх од жада са пластичном подлогом.

## Психолошки симбол жада
Жад је симбол чистоте и смирености. веома цењен на истоку, представља мудрост сакупљену у спокојном миру. Повезан је са срчаном чакром, и појачава љубав и негу. Доноси хармонију, верује се да привлачи срећу и пријатељство. Психолошки, стабилизује личност и обједињује ум са телом. Емотивно, то је камен снова. Помаже ослобађању емоција, посебно раздражљивости. Духовно, помаже у препознавању самог себе и буди скривена знања.

## Деловања жада на сферу физичког здравља
Што се тиче деловања жада на сферу физичког здравља, све варијације овог полудрагог камена делују тако што побољшавају и стимулишу различите функције у организму, као што су срчана функција, функција крвних судова, функција имунолошког система или функција нервног система. Доприноси побољшању функције јетре, слезине и бубрега, као и свих жлезда у организму. Побољшава функцију сна и отклања ноћне море, тако што помаже у санирању симптома који су везани за главобољу или мигрену. Истовремено делује на побољшање функције варења и опушта мишиће који су изложени појави грчева или напетости.